# Dolní Kujto
Dolní Kujto (rusky Нижнее Куйто) je jezero na severu Karelské republiky v Rusku. Má rozlohu 141 km². Leží v nadmořské výšce 100 m.

## Vodní režim
Voda do něj přitéká průtokem z jezera Střední Kujto a odtéká z něj řeka Kem. Zamrzá v listopadu a rozmrzá na začátku května.

## Využití
V roce 1956 byla na odtoku postavena přehradní hráz za účelem splavování dřeva.